# Charlie Colkett
Charlie Colkett, född 4 september 1996, är en engelsk fotbollsspelare som spelar för Gateshead.

## Karriär
Den 25 januari 2019 värvades Colkett av Östersunds FK, där han skrev på ett 3,5-årskontrakt. Den 31 mars 2019 gjorde Colkett allsvensk debut i en 0–0-match mot AIK.
Den 18 januari 2022 värvades Colkett av League One-klubben Cheltenham Town, där han skrev på ett halvårskontrakt. Den 14 juni 2022 värvades Colkett av League Two-klubben Crewe Alexandra, där han skrev på ett tvåårskontrakt. I januari 2024 lånades Colkett ut till Notts County på ett låneavtal över resten av säsongen 2023/2024.
Den 20 augusti 2024 värvades Colkett av National League-klubben Gateshead, där han skrev på ett ettårskontrakt med option på ytterligare ett år.